# Peklenica
Peklenica är en ort i Kroatien.   Den ligger i länet Međimurje, i den nordöstra delen av landet, 80 km nordost om huvudstaden Zagreb. Peklenica ligger 183 meter över havet och antalet invånare är 1 354.
Terrängen runt Peklenica är huvudsakligen platt, men norrut är den kuperad. Terrängen runt Peklenica sluttar österut. Runt Peklenica är det mycket tätbefolkat, med 1 135 invånare per kvadratkilometer. Närmaste större samhälle är Mursko Središće, 3,1 km nordväst om Peklenica. Trakten runt Peklenica består till största delen av jordbruksmark.